# Intensity
Intensity – wywodzący się z Lund zespół grający hc sXe. Płyty zespołu wydaje Bad Taste Records. Wokalista zespołu prowadzi małą, niezależną wytwórnię muzyczną Putrid Filth Conspiracy. Albumy Wash of the Lies oraz Ruins of the Future zostały wydane w Polsce przez Shing Records.

## Dyskografia
- Bought and Sold (1996)
- Wash Off the Lies (1998)
- Ruins of the Future (2001)